# Waffensachkunde
Die Waffensachkunde ist eine im § 7 Abs. 1 Waffengesetz geforderte Voraussetzung im Waffenrecht, für die Benutzung von Waffen, während der Ausübung bestimmter Gewerbe, wie Geldtransport, Bewachung, Personenschutz, Jagd und sportlicher Interessen, wie Schießsport, um bestimmte Waffen (in der Regel so genannte Feuerwaffen) und Munition führen zu dürfen, für die vor dem Erwerb auch noch ein „Bedürfnis“ nachgewiesen werden muss. Die Sachkunde wird erworben durch einen Lehrgang, der mit einer Prüfung vor einer autorisierten Prüfungskommission endet.

## Sport
Im Schießsport ist ein Bedürfnis nachgewiesen, wenn der Antragsteller nachweisen kann, dass er regelmäßig den Sport mit der erlaubnispflichtigen Waffe, die er selbst erwerben möchte, ausübt. Der Sport kann bereits mit Vereinswaffen bei einem Schützenverein ausgeübt werden. „Regelmäßig“ heißt, dass der Schütze die Waffe im Verein mindestens einmal im Monat oder achtzehnmal im Jahr schießt. Die regelmäßige Ausübung des Sportes muss von einer autorisierten Person des Vereins, in der Regel dem Sportwart, bescheinigt werden.

## Gewerbe
Angehörige des Sicherheitsgewerbes können die Waffensachkunde nach einem Lehrgang erwerben, der mit einer schriftlichen, praktischen und mündlichen Prüfung abgeschlossen wird.
Eine Sachkunde gilt aber auch als nachgewiesen, wenn der Antragsteller die Jägerprüfung oder eine ihr gleichgestellte Prüfung oder die Gesellenprüfung für das Büchsenmacherhandwerk bestanden hat oder mindestens drei Jahre als Vollzeitkraft im Handel mit Schusswaffen und Munition tätig gewesen ist.

## Inhalt der Sachkunde
Ein Sachkundelehrgang gliedert sich in einen theoretischen und einen praktischen Teil. Autorisiert für die Durchführung des Lehrganges und die Abnahme der Prüfung sind unter anderem die anerkannten Bezirksschießsportverbände im Deutschen Schützenbund, die nach Richtlinien arbeiten, die die jeweiligen Landesdachverbände vorgeben und die von den jeweiligen Innenministerien genehmigt wurden. Für Sportschützen gilt dabei § 3 Abs. 1 Nr. 2 Buchstabe „c“ AWaffV (Allgemeine Waffengesetz-Verordnung). Hiernach gilt die Sachkunde insbesondere als nachgewiesen, „... wenn der Antragsteller die nach § 7 des Waffengesetzes nachzuweisenden Kenntnisse ... als Sportschütze eines anerkannten Schießsportverbandes erworben und durch eine Bescheinigung ..., des ... Schießsportverbandes nachgewiesen hat.“

### Theoretischer Teil
Der Teilnehmer an einem Sachkundelehrgang soll über die beim Umgang mit Waffen und Munition zu beachtenden Rechtsvorschriften des Waffenrechts, des Beschussrechts sowie der Notwehr und des Notstands Kenntnisse erlangen. Der theoretische Teil wird mit einer Prüfung abgeschlossen, in der unterschiedliche Fragen aus einem Fragenkatalog des Bundesverwaltungsamtes mit einem bestimmten Prozentsatz richtig beantwortet werden müssen.
Der Lehrgangsteilnehmer braucht nur die Kenntnisse über Waffen und Munition für beantragte Waffen- und Munitionsarten nachzuweisen und nur für den Zweck, für den die Waffe benötigt wird (hier zum Beispiel dem Sportschießen). Der Teilnehmer, der eine Kleinkaliberwaffe erwerben möchte, braucht also keine Kenntnisse für eine Großkaliberwaffe oder einen Vorderlader nachzuweisen.

### Praktischer Teil
Der Lehrgangsteilnehmer soll die sichere Handhabung von Waffen oder Munition einschließlich ausreichender Fertigkeiten im Schießen mit Schusswaffen erlangen. Diese Fähigkeit wird üblicherweise auf dem Schießstand eines Schützenvereins vermittelt.